# Sebastian Mall
Sebastian Martin Mall (* 11. November 1766 in Bruck bei Fürstenfeld als Martin Mall; † 12. September 1836 in Benediktbeuern) war ein Benediktiner, Theologe und Hochschullehrer.

## Leben
Mall war ein Sohn des Waffenschmieds Matthias Mall. Nachdem sein Vater früh verstorben war, kümmerte sich zunächst seine Mutter Maria um seine Ausbildung. Für den Unterricht des Lateinischen gab ihm seine Mutter an einen Pater Wilhelm an das benachbarte Kloster Fürstenfeld. 1777 wurde er in das Kloster Wessobrunn aufgenommen. Dort zeigte sich, dass er zum weiteren Studium geeignet war. 1779 erfolgte deshalb die Aufnahme in das Seminar des Klosters Benediktbeuern. Von dort wurde er auf Kosten des Klosters an die Universität Salzburg geschickt, an der er 1787 den philosophischen Magistergrad erlangte. 
Anschließend kehrte er in das Kloster Benediktbeuern zurück, wo er als Novize mit dem Ordensnamen Sebastian aufgenommen wurde. Seine Profess erfolgte am 26. Oktober 1788, seine Priesterweihe am 24. September 1791 in Benediktbeuern. Am 9. Oktober 1791 wurde er durch das Kloster erneut an die Salzburger Universität entsandt, wo er Orientalische Sprachen und Biblische Exegese studierte. Anschließend erhielt er in Benediktbeuern eine Professur für Dogmatik, Biblische Exegese und Orientalische Sprachen. Daneben half er regelmäßig in der Pfarrei Kochel am See aus.
Mall erhielt – nachdem seine Vorlesungen über das Kloster hinaus bekannt wurden – zum 19. April 1801 einen Ruf an die Universität Landshut, wo er den Lehrstuhl für Orientalische Sprachen und Exegese erhielt. Außerdem wurde ihm 1801 die Ehrendoktorwürde der theologischen Fakultät (Dr. theol. h.c.) und die Ehrendoktorwürde der Philosophischen Fakultät der Universität Landshut (Dr. phil. h.c.) verliehen. Im Studienjahr 1802/1803 hatte er das Amt des Dekans der Theologischen Fakultät inne. Ab 1809 wurde ihm zudem die Pfarrei von Ingolstadt übertragen, die er jedoch wegen der Entfernung nicht ausüben konnte. Deshalb vertauschte er diese gegen das Amt der Landshuter Universitätsgeistlichen. Als die Universität Landshut nach München verlegt wurde, erhielt er an der Universität München eine Professur für Hebräisch. Daneben wurde er 1826 Oberbibliothekar der Universität. 1832 wurde ihm die Professur für Neutestamentliche Exegese übertragen.
Mall war zudem königlich bayerischer Geistlicher Rat. Außerdem soll er den Verdienstorden vom Heiligen Michael IV. Klasse erhalten haben.
Er starb auf einer Reise in Benediktbeuern.

## Werke (Auswahl)
- Positiones selectae ex hermeneutica sacra, et exegesi psalmorum Jesaiae, München 1798.
- Diqduq hal-lašon ha-ivri das ist hebräische Sprachlehre, Krüll, Landshut 1808.
- mit Johann Michael Sailer, Patritius Benedikt Zimmer und Benedikt Schneider: Freymüthige Darstellung der Ursachen des Mangels an katholischen Geistlichen: nebst den sichersten Mitteln zur Abhülfe, Ulm 1817.
- Tehillîm: Psalmi cum lectionibus variantibus ex versionibus graeca et latina collectis, Giel, München 1828.